# Charlotte (grande-duchesse de Luxembourg)
Pour les articles homonymes, voir Charlotte.
La grande-duchesse Charlotte de Luxembourg, née le 23 janvier 1896 au château de Berg (dans le grand-duché de Luxembourg) et morte le 9 juillet 1985 au château de Fischbach (Luxembourg), fille du grand-duc Guillaume IV et de l’infante Marie-Anne de Portugal, est la septième souveraine du grand-duché de Luxembourg, régnant entre l’abdication de sa sœur aînée Marie-Adélaïde, en 1919, et la sienne, en 1964.

## Biographie

### Naissance et famille
La princesse naît le 23 janvier 1896 au château de Berg, commune de Colmar-Berg. Elle est la deuxième des six filles du grand-duc héritier Guillaume et de son épouse Marie-Anne de Bragance, infante du Portugal.
Son grand-père, le grand-duc Adolphe Ier, règne alors sur le grand-duché.
Il meurt en 1905. Le grand-duc héritier lui succède et règne sous le nom de Guillaume IV de Luxembourg. Il est âgé de 53 ans. Sa santé est précaire, et si son union a été prolifique, il n'a engendré que des filles. Aussi une des premières mesures adoptées sous son règne est-elle l'abolition de la loi dite salique en vigueur jusque-là. L'aînée des princesses, Marie-Adélaïde, devient à treize ans l'héritière de la couronne. La princesse Charlotte, sa cadette, n'est pas destinée à régner.
La santé du grand-duc se dégradant et la grande-duchesse héritière Marie-Adélaïde étant encore mineure, le souverain confie la régence à son épouse Marie-Anne, grande-duchesse consort qui affiche des opinions très conservatrices et une piété farouche. Elle exerce une profonde influence sur ses filles.
En 1912, le grand-duc Guillaume s'éteint. La grande-duchesse héritière Marie-Adélaïde accède au trône quelques semaines plus tard, au moment où elle atteint sa majorité (18 ans).
Le 28 juin 1914, l'attentat de Sarajevo met fin à 43 ans de paix en Europe occidentale. L'Europe s'enfonce dans la Grande Guerre. Violant la neutralité du grand-duché, l'Empire allemand envahit le Luxembourg. La jeune grande-duchesse tente de conserver une attitude neutre mais ne ferme pas sa porte à ses « cousins » allemands. Sa sœur Charlotte se fiance au prince Félix de Bourbon-Parme, frère de l'impératrice d'Autriche Zithe, sa soeur Maria-Antonia au Kronprinz ou prince héritier Rupprecht de Bavière, qui commande les forces allemandes notamment en Lorraine.
En 1918, le défaite allemande sonne le glas du règne de la grande-duchesse, devenue impopulaire à la suite de diverses maladresses dues à son caractère entier, à son entourage allemand (venu au Luxembourg déjà sous son grand-père, l'ancien duc régnant Adolphe de Nassau) et à des conseils peu judicieux donnés par certains hommes politiques. Le département de la Moselle étant redevenu français, la République n'admet pas une souveraine suspectée de germanophilie à ses frontières. La Chambre des députés luxembourgeoise, en grande partie choquée par le catholicisme rigoureux et l'intransigeance politique de la grande-duchesse, l'invite à abdiquer en faveur de sa sœur. L'influente grande-duchesse douairière est exilée dans son château bavarois. Un double référendum (politique et économique) sur l'avenir du Luxembourg est organisé.

### Grande-duchesse de Luxembourg

#### Accession au trône
Elle succède à sa sœur aînée Marie-Adélaïde qui, accusée notamment de germanophilie durant la Grande Guerre, dut abdiquer le 15 janvier 1919.

#### Référendum de 1919
Le 28 septembre 1919, un double référendum a lieu sur le futur régime politique et sur l'orientation économique du pays, le Luxembourg ayant dénoncé son appartenance au Zollverein, l'union douanière avec le monde allemand qui remontait en l'occurrence à 1842. En ce qui concerne le futur régime politique du Luxembourg, 77,8 % des électeurs votent en faveur du maintien de la dynastie sous le règne de la grande-duchesse Charlotte, 19,6 % pour une République et 1 % pour une peu probable autre dynastie, . 
Quant au volet économique, les Luxembourgeois ont le choix entre une union économique avec la France ou avec la Belgique. Une écrasante majorité se prononce pour la France, ce qui déplaît fortement aux Belges qui cherchent alors à lier le Luxembourg le plus étroitement possible à leur royaume. Toutefois, la France, pour des raisons alors peu transparentes, renonce à l'union économique avec le grand-duché, et ce dernier doit alors négocier avec une Belgique bien consciente que les Luxembourgeois ne la rejoignent pas de gaîté de cœur. À l'issue des négociations, assez laborieuses, naît l'Union économique belgo-luxembourgeoise (UEBL) qui, bien que mariage de raison, s'avère être une vraie réussite pour les deux partenaires.

#### Mariage et descendance
Renforcée par le résultat du référendum portant sur le régime politique du Luxembourg, et malgré l'opposition du gouvernement luxembourgeois, qui reproche à cet officier de l'armée austro-hongroise, beau-frère de l'ex-empereur Charles Ier d'Autriche, d'avoir combattu contre les Alliés durant la Première Guerre mondiale, le 6 novembre 1919, en la cathédrale de Luxembourg, la grande-duchesse Charlotte épouse son cousin germain le prince Félix de Bourbon-Parme.
Le jeune prince a été intégré la veille dans la noblesse luxembourgeoise avec les titres de prince de Bourbon de Parme[réf. nécessaire] et de prince consort de Luxembourg.
De leur union naissent six enfants, portant le prédicat d'altesse royale :
- le prince Jean de Luxembourg (1921-2019), grand-duc héritier, puis grand-duc (1964-2000), qui épouse en 1953 la princesse Joséphine-Charlotte de Belgique (postérité) ;
- la princesse Élisabeth de Luxembourg (1922-2011), qui épouse en 1956 François, duc héritier de Hohenberg (postérité) ;
- la princesse Marie-Adélaïde de Luxembourg (1924-2007), qui épouse en 1958 le comte Karl Josef Henckel von Donnersmarck (postérité) ;
- la princesse Marie-Gabrielle de Luxembourg (1925-2023), qui épouse en 1951 le comte Knud Holstein til Ledreborg (postérité) ;
- le prince Charles de Luxembourg (1927-1977), qui épouse en 1967 Joan Dillon (postérité) ;
- la princesse Alix de Luxembourg (1929-2019), qui épouse en 1950 le prince Antoine de Ligne, devenu le 13e prince de Ligne, grand d'Espagne et chevalier de l'ordre de la Toison d'or autrichienne (postérité).

#### Seconde Guerre mondiale
Durant la Seconde Guerre mondiale, la famille grand-ducale quitte le Luxembourg in extremis avant l'arrivée des troupes nazies. L'armée allemande viole en effet la neutralité du Luxembourg dans la nuit du 9 au 10 mai 1940, alors que la grande-duchesse se trouve au château de Colmar-Berg. La veille, elle avait convoqué un conseil ministériel extraordinaire en la capitale, et il avait été décidé que la famille grand-ducale se placerait sous la protection de la France. La grande-duchesse Charlotte déclare : « Décision difficile, mais nécessaire ». Elle rencontre le président Albert Lebrun le 17 juin 1940. La famille grand-ducale s'exile d'abord au château de La Celle, au château du Vieux-Bost (propriété de François-Xavier de Bourbon-Parme sur la ligne de démarcation) et au château de Montastruc dans le Périgord, mais la victoire allemande conduit le gouvernement français à refuser d'assurer sa sécurité. Elle obtient du gouvernement espagnol de traverser le pays, sans pourtant pouvoir y rester, puis gagne le Portugal, pays dont sa mère était originaire.
L'Allemagne nazie essaie de la convaincre de revenir au grand-duché ; elle répond : « Mon cœur dit oui, mais ma raison dit non ». La grande-duchesse Charlotte se trouve le 29 août à Londres, où elle commence à alimenter les divers foyers de résistance luxembourgeoise depuis la BBC. Elle se rend en octobre suivant aux États-Unis, où Marjorie Merriweather Post met à sa disposition sa propriété de Hillwood à Long Island, puis en novembre 1940 s'installe au 1305, avenue des Pins à Montréal au Canada, et envoie ses enfants poursuivent leurs études à Québec, où sa cousine Zita de Habsbourg s'est réfugiée. Elle rencontre à plusieurs reprises le président américain Franklin D. Roosevelt et parcourt les États-Unis pour essayer de convaincre les citoyens américains d'entrer en guerre. À l'instar de son voisin, le département français de la Moselle, le grand-duché est annexé par le Troisième Reich dans le cadre de sa politique annexionniste Heim ins Reich mais le gouvernement luxembourgeois a un siège délocalisé à Londres et Montréal.
À partir de 1943, la grande-duchesse Charlotte s'installe définitivement à Londres avec le gouvernement luxembourgeois, et s'adresse régulièrement à ses compatriotes sur les ondes de la BBC. Très populaire, elle devient le symbole de la résistance du pays.
La sœur de la grande-duchesse, la princesse Antonia de Luxembourg, épouse du prince royal Rupprecht de Bavière, est déportée au camp de Dachau, puis de Flossenburg, où elle subira de mauvais traitements qui entraîneront sa mort assez vite après la Libération.
Quant au fils de la grande-duchesse, le prince héritier Jean, il s'engage en novembre 1942 dans le régiment britannique des Irish Guards sous le nom de « lieutenant Luxembourg ».
La ville de Luxembourg est libérée en septembre 1944 par le corps d'armée américain commandé par le général Oliver. Détaché à cette occasion de son unité britannique, le prince Jean, accompagné de son père lui-même en uniforme britannique, participe triomphalement à la libération du Grand-Duché.
Mais le pays est de nouveau menacé par l'offensive des Ardennes, qui se déroule entre le 16 décembre 1944 et le 23 janvier 1945, et dévaste toute la moitié nord du Grand-Duché.

#### Règne dans l'après-guerre
La grande-duchesse revient au Luxembourg le 14 avril 1945, lorsque l'ordre et la sécurité sont assurés, et entreprend une tournée des régions dévastées par la guerre. Des élections, organisées après la capitulation allemande, sont favorables au Premier ministre Pierre Dupong, que Charlotte reconduit donc dans ses fonctions. En 1949, le Luxembourg abandonne officiellement sa neutralité pour rejoindre l'OTAN dont il est cofondateur.
En 1956, la grande-duchesse Charlotte reçoit la Rose d'or, décernée par le pape Pie XII. C'est une rose artificielle à feuilles d'or que le pape bénit et ne confère qu'en de rares occasions à des souverains ou princes catholiques.

#### Fin de règne et abdication
La fin de son règne est marquée par les débuts de la construction européenne. Le 26 mai 1964, accompagnée par son mari ainsi que par les couples présidentiels français et allemand, la grande-duchesse inaugure le tronçon canalisé de la Moselle entre Metz et Trèves.
Elle abdique le 12 novembre 1964 en faveur de son fils aîné, qui devient le grand-duc Jean, et se retire dans son château de Fischbach où elle s'était temporairement installée après la guerre, le château de Berg ayant subi divers dommages à la suite de son occupation par les Allemands pendant la guerre.

### Dernières années et mort
À l'occasion de leurs noces d'or en 1969, la grande-duchesse Charlotte et le prince Félix reçoivent la croix de l'ordre de la Résistance. Le prince consort décède un an plus tard. La dernière apparition publique de la grande-duchesse a lieu le 15 mai 1985 lors d'une rencontre avec le pape Jean-Paul II au palais grand-ducal de Luxembourg. Elle meurt le 9 juillet 1985, à 89 ans, et est inhumée dans la crypte de la cathédrale Notre-Dame de Luxembourg.

## Avenir du nom et de la maison de Nassau
La maison de Nassau s'éteindra avec la comtesse Clotilde de Nassau-Merenberg (en) (née en 1941), d'une branche cadette (devenue aînée en 1912) descendant du demi-frère du grand-duc Adolphe Ier de Luxembourg. Néanmoins, le nom de Nassau est conservé par les descendants de la grande-duchesse Charlotte, qui eux font partie de la maison de Bourbon-Parme. Charlotte de Luxembourg fut l'avant-dernière représentante de la huitième branche (branche cadette de Nassau-Weilburg), elle-même issue de la septième branche (branche aînée de Nassau-Weilburg) de la maison de Nassau, cette branche cadette de Nassau-Weilburg appartient à la tige valramienne qui donna des grands-ducs au Luxembourg.

## Postérité

### Fête nationale
La grande-duchesse Charlotte est à l'origine de la date de la fête nationale luxembourgeoise. En effet, son anniversaire tombait le 23 janvier et cette célébration avait toujours lieu pendant les durs mois d'hiver. Pour plus de commodité climatique, cette fête a été déplacée au 23 juin à partir de 1961 et ce jour est resté depuis comme le jour de la fête nationale (officiellement « Jour de la célébration officielle du jour anniversaire de la naissance du Grand-Duc »).

### Documentaire
L'émission Secrets d'Histoire, intitulée La grande-duchesse Charlotte de Luxembourg, lui est consacrée. Le documentaire dépeint à la fois sa vie familiale et son rôle de chef d’État, et notamment son amitié avec le président américain Franklin Roosevelt,.

### Statue
En 1990 est inaugurée une statue de la grande-duchesse Charlotte, place de Clairefontaine, à Luxembourg. Elle a été réalisée par le sculpteur français Jean Cardot.

## Titulature
- 23 janvier 1896 — 14 janvier 1919 : Son Altesse Grand-ducale la princesse Charlotte de Luxembourg, princesse de Nassau
- 14 janvier 1919 — 6 novembre 1919 : Son Altesse Grand-ducale la grande-duchesse de Luxembourg, duchesse à Nassau
- 6 novembre 1919 — 12 novembre 1964 : Son Altesse Royale la grande-duchesse de Luxembourg, duchesse à Nassau, princesse de Bourbon de Parme
- 12 novembre 1964 — 9 juillet 1985 : Son Altesse Royale la grande-duchesse Charlotte de Luxembourg, duchesse à Nassau, princesse de Bourbon de Parme

## Décorations étrangères
- Chevalier de l'ordre de Léopold (Belgique)
- Chevalier de l'ordre de l'Éléphant (Danemark)[19]
- Grand-croix de la Légion d'honneur (France)[20],[21]
- Grand-croix de l’ordre du Rédempteur (Grèce)
- Chevalier grand-croix de l'ordre des Saints-Maurice-et-Lazare (Italie)
- Chevalier grand-croix de l'ordre de la Couronne d'Italie
- Chevalier grand-croix au grand cordon de l'ordre du Mérite de la République italienne
- Chevalier de l'ordre du Christ (Vatican)[22]
- Chevalier grand-croix de l'ordre de Pie IX (Vatican)
- Chevalier grand-croix de l'ordre du Lion néerlandais (Pays-Bas)
- Chevalier de l'ordre du Lion d'or de la maison de Nassau
- Grand-croix de l'ordre du Soleil (Pérou)
- Grand-croix de l'ordre de l'Aigle blanc (Pologne)
- Grand collier de l'ordre de la Tour et de l'Épée (Portugal)[23]
- Grand-croix de l'ordre du Christ (Portugal)[24]
- Grand-croix de l'ordre d'Aviz (Portugal)[24]
- Ordre des Séraphins (Suède)[25]
- Ordre de la Dynastie Chakri (Thaïlande)[26]